# Universidade de São Paulo em São Carlos

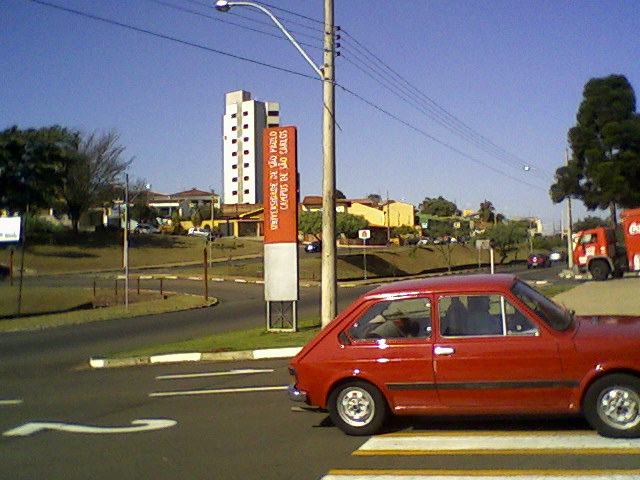
Local da entrada principal do campus 1 da USP em São Carlos (SP)

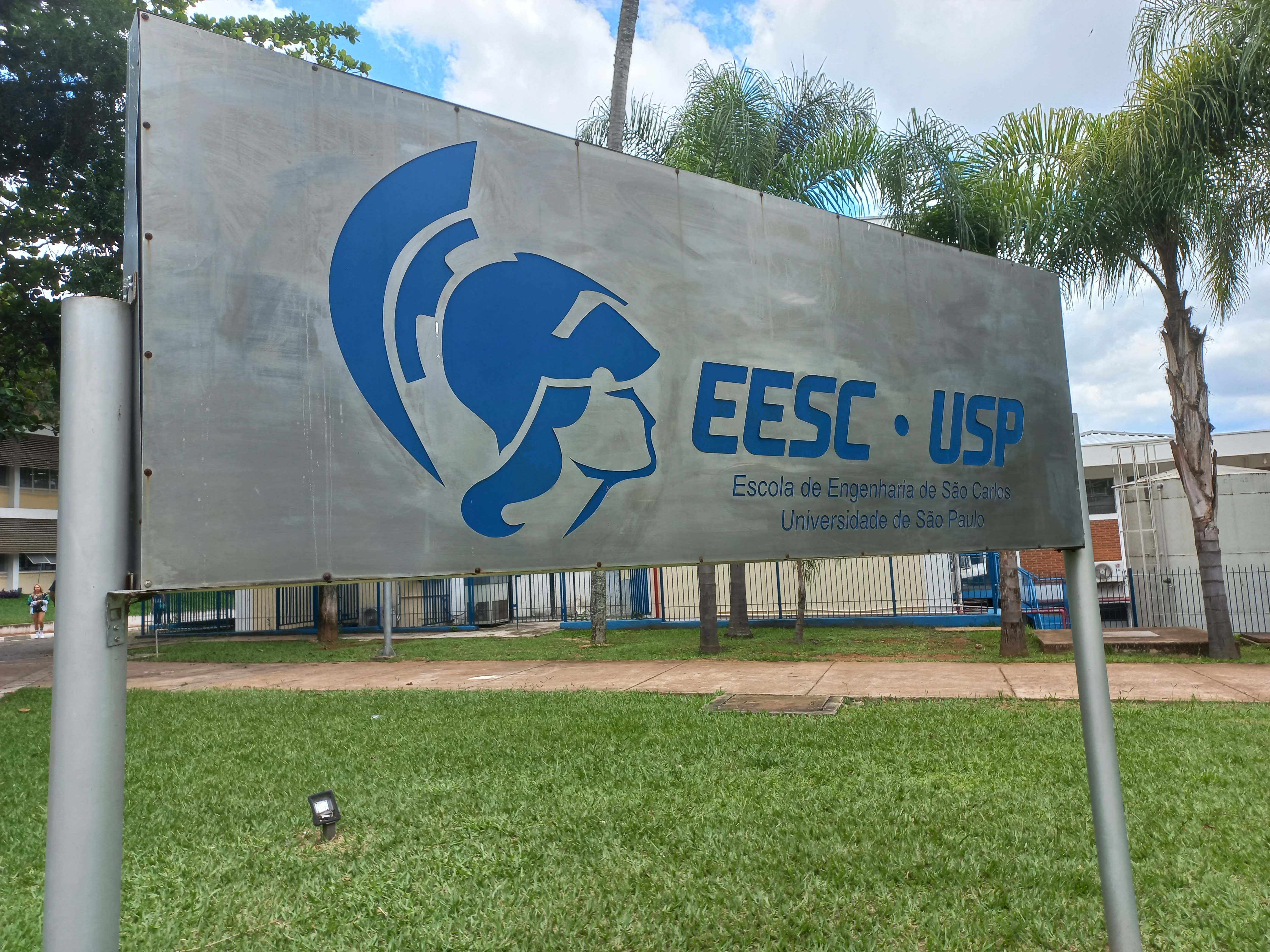
Placa alusiva da EESC-USP no campus 1 em São Carlos

O campus de São Carlos da Universidade de São Paulo é uma unidade da Universidade de São Paulo localizada em São Carlos. Contando com duas áreas, o campus constitui, oficialmente, uma mesma unidade, embora sejam comuns as designações populares de "Campus 1" e "Campus 2" de São Carlos.

## História
A primeira unidade da USP em São Carlos, foi criada em 1948, com a Escola de Engenharia de São Carlos (EESC). Porém, as atividades tiveram início, efetivamente, cinco anos depois, com a primeira aula proferida no dia 18 de abril de 1953, no prédio que hoje abriga o Centro de Divulgação Científica e Cultural (CDCC), localizado na região central da cidade.
O crescimento da escola — tanto no número de alunos quanto no de atividades — forçou a transferência da unidade para um terreno maior, onde foi construído o atual Campus USP de São Carlos, criado em 1956.
Na década de 1970, a diversificação e o crescimento das atividades da Escola de Engenharia se multiplicaram, resultando em um transbordamento da divisão de então. Isto levou à criação de novas unidades de ensino: o Instituto de Ciências Matemáticas de São Carlos (ICMSC) e o Instituto de Física e Química de São Carlos (IFQSC). Mais tarde, em 1994, o IFQSC se divide, resultando na criação do Instituto de Física de São Carlos (IFSC) e do Instituto de Química de São Carlos (IQSC). Já no ano de 1998, o ICMSC muda de nome e passa a ser chamado de Instituto de Ciências Matemáticas e de Computação (ICMC). No final de 2010 foi criado o Instituto de Arquitetura e Urbanismo (IAU), a partir do desmembramento do antigo Departamento de Arquitetura e Urbanismo da EESC, também como fruto da consolidação das atividades desenvolvidas na área, implantando assim a mais nova unidade de ensino da USP no interior do Estado de São Paulo.
Atualmente, essas cinco unidades de ensino: EESC, ICMC, IFSC, IQSC e IAU, somadas à Prefeitura do Campus Administrativo de São Carlos (PCASC), ao Centro de Informática de São Carlos (CISC), ao Centro de Divulgação Científica e Cultural (CDCC) e a outros órgãos/serviços, formam a USP-São Carlos.
A unidade já possui uma segunda área, chamada popularmente de "Campus 2", criada em decorrência da estagnação da capacidade do Campus original e também da demanda de novos cursos. Foi criado em 2001, possui uma área de pouco mais de 100 hectares, e foi inaugurado oficialmente em 4 de novembro de 2005, ano em que passou a incorporar as atividades acadêmicas da Universidade na cidade.
O campus de São Carlos contam com uma população de 8 023 pessoas entre alunos de graduação e pós-graduação, professores e funcionários. São Carlos é conhecida como o berço dos doutores, possuindo a maior relação de doutores por km² do país e a terceira maior do mundo. A cidade São Carlos é considerada uma ilha de excelência tecnológica no estado de São Paulo, envolta por dezenas de pequenas empresas que desenvolvem tecnologia de ponta, muitas delas fundadas por ex-alunos da EESC-USP através do ParqTec.
Atualmente os dois Campi possuem 42 cursos com 8.795 alunos.
Uma cultura fortemente disseminada na cidade é a de se morar em repúblicas em bairros próximos à universidade, geralmente compostas de estudantes do mesmo curso, criando uma tradição fraternal entre os moradores.

## Campusde São Carlos Área 1 ("Campus 1")
A área principal do campus de São Carlos, vulgo "Campus 1", está localizada na região centro-norte da cidade de São Carlos. Foi criada em 1956, com a transferência da EESC da sede anterior (atual CDCC, antiga sede da Sociedade Dante Alighieri) para a atual área (antigo Posto Zootécnico de São Carlos).
Unidades:
- Escola de Engenharia de São Carlos (EESC)
- Instituto de Física de São Carlos - IFSC
- Instituto de Química de São Carlos - IQSC
- Instituto de Ciências Matemáticas e de Computação de São Carlos - ICMC
- Instituto de Arquitetura e Urbanismo - IAU.

O campus principal abriga ainda os demais centros:
- Centro de Informática de São Carlos - CISC[8]
- Centro de Divulgação Científica e Cultural - CDCC[9]
- Unidade de Assistência à Saúde (UBAS) - Departamento de Saúde
- Centro de Convivência Infantil - CCI
- Serviço de Engenharia, Segurança e Medicina do Trabalho - SESMT

## Campusde São Carlos Área 2 ("Campus 2")

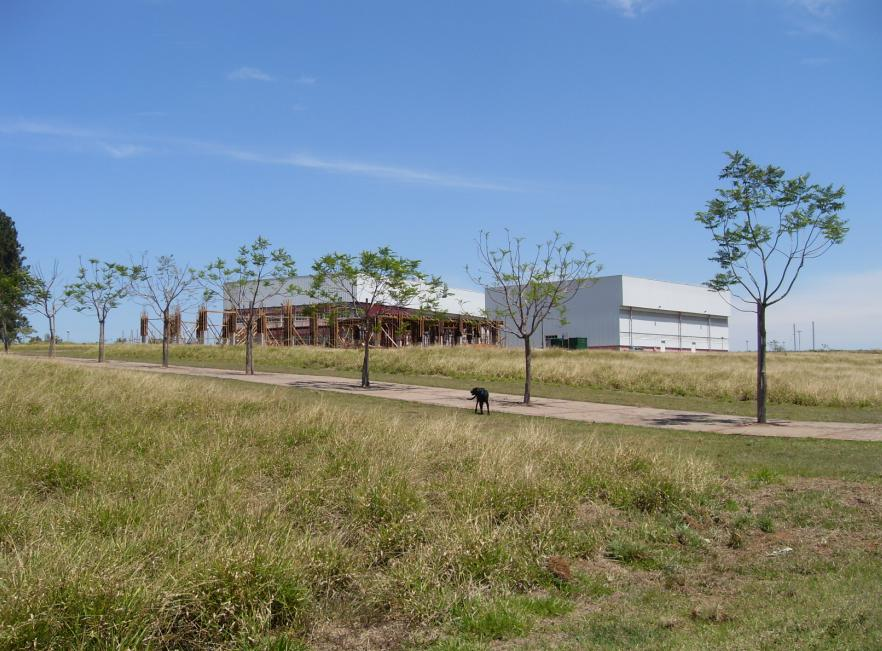
Prédios da Engenharia Aeronáutica, no campus 2 de São Carlos

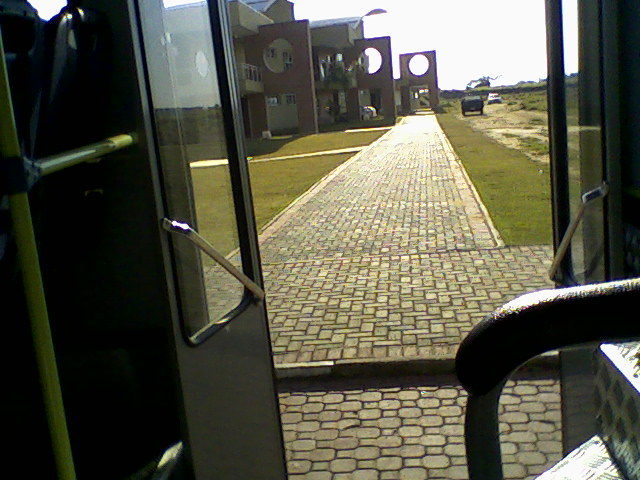
Campus Área 2, visto de dentro do ônibus circular

O Campus de São Carlos Área 2, informalmente chamado "Campus 2", foi fundado em 2002, e conta com unidades da EESC, do IQSC e do IFSC. Foi uma solução para o entrave que limitava o crescimento da Escola de Engenharia da USP em São Carlos: a natural expansão das dependências da Escola esbarrava na indisponibilidade de espaço físico no Campus original. 
O Campus Área 2 localiza-se na região noroeste da cidade, com fácil acesso pela Rodovia Washington Luís (SP-310) no km 235,8 e no km 240, e teve suas atividades acadêmicas iniciadas em 2005. Ao contrário do central, o novo campus criado em 2002, é bastante extenso (97 hectares) e possui grandes áreas de reserva legal, tornando-o um laboratório a céu aberto para o curso de engenharia ambiental que, junto com os cursos de engenharia da computação e engenharia aeronáutica, já iniciaram a ocupação deste novo espaço. Esta área já se encontram 15 novos laboratórios de pesquisa e ensino da EESC, bem como os hangares da Engenharia Aeronáutica, Laboratórios de Computação, salas de aula e restaurante, além de uma estação meteorológica fixa controlada pela Engenharia Ambiental.
Uma rede de ônibus da USP São Carlos interliga gratuitamente as duas áreas do campus e garante acesso entre ambos durante todo o dia.

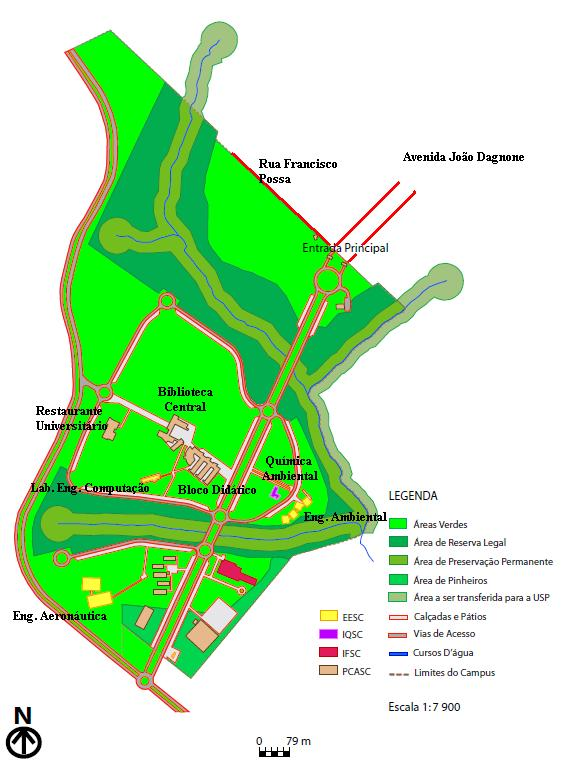
Mapa da Área 2 do campus de São Carlo.